# John K. Cannon

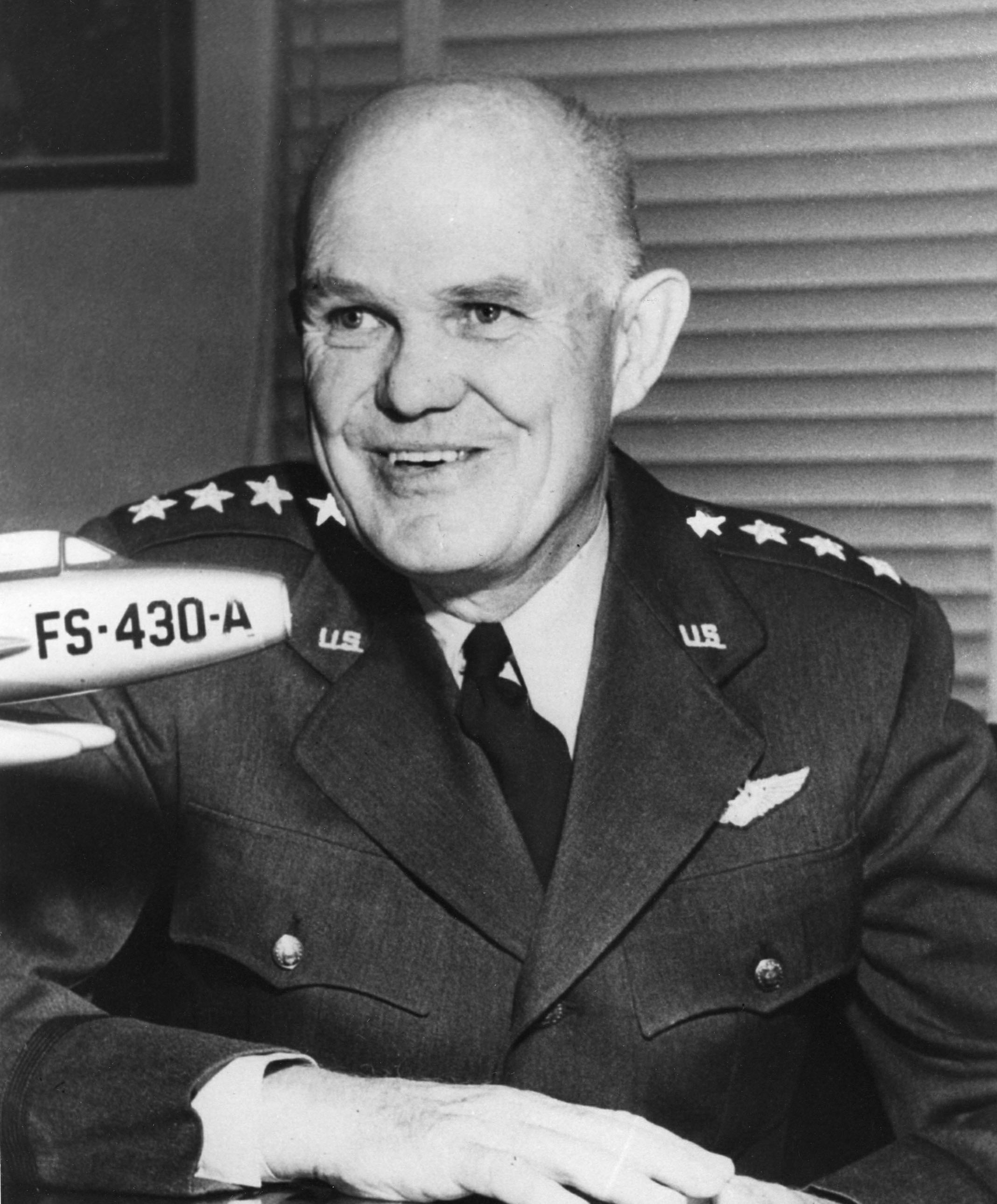
John K. Cannon

John Kenneth Cannon  (* 9. März 1892 in Salt Lake City, Utah; † 12. Januar 1955 in Arcadia, Los Angeles County, Kalifornien) war ein General der United States Air Force. Er kommandierte unter anderem die United States Air Forces in Europe.
John Cannon besuchte das Utah Agricultural College aus dem später die Utah State University hervorging. Im Jahr 1917 wurde er als Leutnant der Infanterie in das Offizierskorps der United States Army aufgenommen. In der Folge gehörte er der Reserve der Armee an. Am Ersten Weltkrieg nahm er nicht teil, stattdessen war er in Camp Fremont in Kalifornien, im Presidio bei San Francisco und in New Mexico stationiert.
Nach einer Pilotenausbildung in den Jahren 1921 und 1922 widmete sich Cannon der Heeresfliegerei. Anfang 1925 wurde er nach Hawaii versetzt, wo er der 6th Pursuit Squadron angehörte. Im Jahr 1927 übernahm er das Kommando über die 94th Pursuit Squadron auf dem Militärflugplatz Selfridge in Michigan. In den folgenden Jahren absolvierte er unter anderem die Air Tactical School und das Command and General Staff College in Fort Leavenworth in Kansas. Danach setzte er seine Laufbahn im Bereich der Fliegerei fort.
Zwischen dem 1. Juli 1938 und dem 30. September 1941 war John Cannon in diplomatischer Funktion als Leiter der amerikanischen Militärmission in Buenos Aires in Argentinien  tätig. Danach war er zwischen November 1941 und März 1942 Stabschef der damaligen 1st Air Force, die eine Einheit der US-Armee war. In diese Zeit fiel der amerikanische Eintritt in den Zweiten Weltkrieg. In der Folge kommandierte Cannon jeweils für kurze Zeit das 1st Interceptor Command und das 1st Fighter Command.
Im September 1942 übernahm Cannon das Kommando über das XII Tactical Air Command, das Teil der United States Army Air Forces war. Seine Einheit unterstütze die Landung in Nordafrika aus der Luft. Anschließend kommandierte er verschiedene andere Einheiten der Luftstreitkräfte der Armee. Diese unterstützen den militärischen Vormarsch der Bodentruppen in Nordafrika und später auf Sizilien und auf dem italienischen Festland. Dort kommandierte er in den Jahren 1943 bis 1945 die 12th Air Force. In dieser Zeit war er auch für die Luftunterstützung bei der Landung der Alliierten in Südfrankreich zuständig.
Zwischen März und Mai 1945 kommandierte Cannon die alliierten Luftstreitkräfte im Mittelmeerraum (Mediterranean Allied Air Forces). Danach kommandierte er zwischen August 1945 und März 1946 die immer noch der Armee unterstehenden amerikanischen Luftstreitkräfte in Europa. Anschließend war er bis Juli 1946 kommandierender General des US Army Air Forces Training Commands. Vom 1. Juli 1946 bis zum 13. Oktober 1948 kommandierte er das US Army Air Forces Training Command. In diese Zeit fiel die Gründung der United States Air Force am 18. September 1947. Cannon und sein Kommando wurden in diese neue Teilstreitkraft des amerikanischen Militärs eingegliedert.
Zwischen dem 16. Oktober 1948 und dem 21. Januar 1951 war Cannon Oberbefehlshaber der United States Air Forces in Europe, dessen Hauptquartier sich damals am Flugplatz Wiesbaden-Erbenheim befand. Danach war Cannon bis Ende März 1954 Kommandeur des Tactical Air Commands. Danach trat er in den Ruhestand.
John Cannon verbrachte seinen Lebensabend in Arcadia in Kalifornien, wo er am 12. Januar 1955 an einem Herzanfall verstarb. Er wurde auf dem amerikanischen Nationalfriedhof Arlington beigesetzt.
Die Cannon Air Force Base in New Mexico wurde nach ihm benannt.

## Orden und Auszeichnungen
John Cannon erhielt im Lauf seiner militärischen Laufbahn unter anderem folgende Auszeichnungen:
- Army Distinguished Service Medal
- Silver Star
- Legion of Merit
- Bronze Star Medal
- Air Medal